# Зубаневский сельский совет
Зубаневский сельский совет (укр. Зубанівська сільська рада) — входит в состав
Глобинского района
Полтавской области
Украины.
Административный центр сельского совета находится в 
с. Зубани.

## История
- 1918 — дата образования.

## Населённые пункты совета
- с. Зубани
- с. Романовка
- с. Руда